# Bosom of Abraham
"Bosom of Abraham" (también llamada "Rock O' My Soul") es una canción tradicional espiritual compuesta por William Johnson, George McFadden, Phillip Brooks y el propio Elvis Presley quien grabó la canción a mediados de 1971 luego de efectuarle varios arreglos al tema.  RCA editó la versión de Elvis en formato de disco sencillo con "He Touched Me" en el lado A. Sin embargo el sencillo solo logró ventas de unas 100.000 copias, ya que se editó apenas un mes antes de que se lanzara al mercado el álbum con título homónimo, He Touched Me  que a diferencia del sencillo, se convertiría en un éxito de Presley que alcanzaría la categoría de disco de platino certificado por la RIAA  y lo haría ganador del segundo premio Grammy de su carrera. 

## Antecedentes
"Rock O' My Soul" fue documentada por primera vez por William Francis Allen  en 1867 en la colección "Slave songs of the United States"  Allen atribuye la canción al estado de virginia con la siguiente letra:
Rock o' my soul in de bosom of Abraham,
Rock o' my soul in de bosom of Abraham,
Rock o' my soul in de bosom of Abraham,
Lord, Rock o' my soul. (King Jesus) 
La primera versión grabada del tema fue en 1937 por Heavenly Gospel Singers seguida de notables artistas a lo largo de los años, como el grupo vocal The Jordanaires, que acompañaran a Elvis en decenas de grabaciones, el trompetista y cantante Louis Amstrong, Lonnie Donegan, Peter Paul & Mary y Elvis Presley que le efectuó a la canción sus popios arreglos. 

## Grabaciones de Presley
Existen al menos dos grabaciones diferentes de la canción por parte de Elvis. Una de ellas fue una grabación formal que tuvo lugar en el estudio B de la RCA en Nashville, Tennessee el 9 de junio de 1971 y que se editó como disco simple y como parte del álbum "He Touched Me". 
La otra grabación se realizaría varios meses más tarde, el 31 de marzo de 1972 de manera informal, a modo de jam session en el estudio C de Hollywood, California y que fuese documentada para el documental ganador de un premio Globo de Oro, Elvis On Tour.  En esta último versión acústica, Elvis canta a coro junto a J. D. Summer y The Stamps, con Charlie Hodge en piano y coros y el guitarrista James Burton en guitarra acústica. 
Tras estas dos populares versiones, años más tarde se editaron tomas alternativas de la canción en estudio, como las que figuran en el álbum compilado "Easter Special" de 2001. 

## Músicos

### Versión de 1971
Ver He Touched Me

### Versión de 1972
- Elvis Presley - voz
- James Burton - guitarra acústica
- Charlie Hodge - piano y coros
- J. D. Summer and The Stamps - coros [8]

## Ediciones

### Sencillos
- He Touched Me / Bosom of Abraham (RCA 74-0651) (1972) [11]

### Álbumes
- He Touched Me (1972)
- Amazing Grace - His Great Gospel Performances (1994)
- Gospel Favourites (1997)
- Platinum - A Life In Music (1997)
- A Touch of Platinum, Volume 2 (1998)
- Peace In The Valley (2000)
- Elvis Gospel - Millennium Masters (2000)
- Easter Special (2001) - FTD
- Lead Me, Guide Me (2001)
- Elvis Ultimate Gospel (2004)
- I Sing All Kinds (2007) - FTD
- Amarillo '77 (2011) - FTD
- He Touched Me (2011) - FTD
- His Songs of Praise, Volume 2 (2017) - FTD [11]